# Sebastian Zieleniecki
Sebastian Zieleniecki (ur. 16 lutego 1995 w Łodzi) – polski piłkarz występujący na pozycji obrońcy w polskim klubie ŁKS Łomża. Z reprezentacją Polski do lat 17 zajął miejsce 3-4. na młodzieżowych Mistrzostwach Europy 2012.

## Kariera klubowa
Zieleniecki jest wychowankiem UKS SMS Łódź, z którego w 2012 trafił do włoskiego Cremonese. Początkowo występował w drużynie Primavery, aby z czasem trafić do pierwszego zespołu. Już po pierwszych siedmiu miesiącach pobytu we Włoszech doznał kontuzji zerwania więzadła krzyżowego w lewym kolanie. W Serie C1 zadebiutował 23 lutego 2014 w meczu z Lumezzane (1:0). W kolejnym sezonie zagrał w 5 ligowych meczach swojej drużyny oraz w jednym spotkaniu Pucharu Włoch. W 2015 zerwał więzadła krzyżowe w prawym kolanie a niedługo potem, za porozumieniem stron rozwiązał swój kontrakt z włoskim klubem i powrócił do Polski. 27 lutego 2016 podpisał kontrakt z czwartoligowym wówczas Widzewem Łódź, stając się zawodnikiem klubu z dzielnicy i miasta, w którym się wychował, i na którego mecze uczęszczał w dzieciństwie ze swoim ojcem. Przez pierwsze pół roku Zieleniecki przechodził rehabilitacje po kontuzji zerwania więzadeł krzyżowych w kolanie, w związku z czym nie zagrał w żadnym meczu sezonu 2015/16, który Widzew zakończył awansem do III ligi. W zespole zadebiutował 17 sierpnia 2016 w wygranym 10:0, meczu okręgowego Pucharu Polski z LKS Gałkówek, rozgrywając 90 minut. Ligowy debiut w barwach Widzewa, zanotował 24 sierpnia 2016 w wygranym 2:1 meczu 4. kolejki łódzkiej grupy III ligi z Concordią Elbląg, rozgrywanym na nowym stadionie przy al. Piłsudskiego. 14 października 2016 w meczu 14. kolejki III ligi z MKS Ełk, strzelił swoją pierwszą bramkę dla Widzewa. W sezonie 2016/17 był podstawowym stoperem, występując łącznie w 31 meczach i zajmując z drużyną 3. miejsce w ligowej tabeli. W sezonie 2017/18 został kapitanem Widzewa i występując łącznie w 34 meczach, był jednym z filarów drużyny, która zajmując I miejsce w tabeli awansowała do II ligi. W sezonie 2018/19 był jedynym, oprócz Patryka Wolańskiego, zawodnikiem Widzewa, który rozegrał wszystkie mecze w pełnym wymiarze czasowym. Sezon 2019/20 rozpoczął na ławce rezerwowych, jednak po kilku słabszych występach Sebastiana Rudola wszedł do pierwszej jedenastki. Pozycję stracił po kuriozalnym błędzie w meczu przeciwko GKS Katowice, zremisowanym 1:1. Był ostatnim zawodnikiem Widzewa, który grał w klubie jeszcze w IV lidze w sezonie 2015/16. Na początku roku 2020 rozwiązał kontrakt z Widzewem, a kilka dni później został zaprezentowany w niemieckim klubie Kickers Offenbach, grającym na czwartym poziomie rozgrywkowym. W Regionallidze Südwest rozegrał 104 mecze strzelając w nich 5 bramek i notując 4 asysty. W 2023 przeniósł się do występującego poziom wyżej Halleschera FC. W 3. Fußball-Liga rozegrał 11 meczów, natomiast drugą część sezonu stracił w wyniku zerwaniu więzadła krzyżowego. W 2024 powrócił do Polski podpisując kontakt z trzecioligowym ŁKS 1926 Łomża.     

## Kariera reprezentacyjna
Sebastian Zieleniecki od najmłodszych lat zapraszany był na konsultacje i zgrupowania młodzieżowych reprezentacji Polski. 8 czerwca 2010, w meczu towarzyskim ze Szwajcarią, debiutował w reprezentacji Polski do lat 15, prowadzonej przez Marcina Dornę. W 2012, wraz z reprezentacją Polski do lat 17, zdobył brązowy medal Mistrzostw Europy. 

## Statystyki

### Klubowe
(aktualne na dzień 6 października 2018)
| Klub               | Sezon              | Liga               | Liga  | Liga   | Puchar kraju | Puchar kraju | Europa | Europa | Suma  | Suma   |
| Klub               | Sezon              | Liga               | Mecze | Bramki | Mecze        | Bramki       | Mecze  | Bramki | Mecze | Bramki |
| ------------------ | ------------------ | ------------------ | ----- | ------ | ------------ | ------------ | ------ | ------ | ----- | ------ |
| Cremonese          | 2013/14            | Serie C1           | 1     | 0      | –            | –            | –      | –      | 1     | 0      |
| Cremonese          | 2014/15            | Serie C1           | 5     | 0      | 1            | 0            | –      | –      | 6     | 0      |
| Cremonese          | Ogólnie            | Ogólnie            | 6     | 0      | 1            | 0            | 0      | 0      | 7     | 0      |
| Widzew Łódź        | 2015/16            | IV liga            | –     | –      | –            | –            | –      | –      | 0     | 0      |
| Widzew Łódź        | 2016/17            | III liga           | 29    | 1      | 2            | 0            | –      | –      | 31    | 1      |
| Widzew Łódź        | 2017/18            | III liga           | 32    | 2      | 2            | 0            | –      | –      | 34    | 2      |
| Widzew Łódź        | 2018/19            | II liga            | 34    | 0      | –            | –            | –      | –      | 34    | 0      |
| Widzew Łódź        | 2019/20            | II liga            | 9     | 1      | 1            | 0            | -      | -      | 10    | 1      |
| Widzew Łódź        | Ogólnie            | Ogólnie            | 104   | 4      | 5            | 0            | 0      | 0      | 109   | 4      |
| Ogólnie w karierze | Ogólnie w karierze | Ogólnie w karierze | 110   | 4      | 6            | 0            | 0      | 0      | 116   | 4      |